# Pericol la End House
Pericol la End House este un roman polițist scris de scriitoarea britanică Agatha Christie în anul 1932.

## Sinopsis
Vacanța relaxantă petrecută de Hercule Poirot pe coasta din Cornwell ia o turnură neașteptată când o cunoaște pe tânăra și atragatoarea Nick Buckley, căci Poirot are impresia că cineva încearcă să o ucida pe Nick și se hotărăște să-i ofere protecție. Dar nici chiar ascunderea ei într-un azil nu îl impiedică pe asasin să facă o noua încercare de a-i lua viața tinerei, așa că Poirot trebuie să recurgă la subterfugii și viclenie pentru a rezolva acest caz misterios.